# Oued Rheraya
Der Oued Rheraya ist ein kleiner, linker Nebenfluss des Tensift im südlichen Marokko.

## Verlauf
Der Fluss hat seine Quellen am Toubkal-Massiv in der Region Marrakesch-Safi, nahe der Grenze zur Region Souss-Massa. Er fließt in nördliche Richtung durch Imlil und Asni. Sein Weg führt ihn westlich an Marakesch vorbei, wo er schließlich in den Tensift mündet.

## Hydrometrie
Die Abflussmenge des Oued Rheraya wurde an der Station Tahanaout, etwa bei der Hälfte des Einzugsgebietes, über die Jahre 1970 bis 2004 in m³/s gemessen.